# Chlenias inkata
Chlenias inkata är en fjärilsart som beskrevs av Tindale 1961. Chlenias inkata ingår i släktet Chlenias och familjen mätare. Inga underarter finns listade i Catalogue of Life.